# Pholidapus dybowskii
Pholidapus dybowskii és una espècie de peix de la família dels estiquèids i l'única del gènere Pholidapus.

## Descripció
- Fa 46 cm de llargària màxima.
- 60-65 espines i cap radi tou a l'aleta dorsal.
- 2 espines i 38-41 radis tous a l'aleta anal.[8][9]

## Hàbitat i distribució geogràfica
És un peix marí, demersal (fins als 146 m de fondària) i de clima temperat, el qual viu al Pacífic nord-occidental: els alguers a prop de la costa de la mar d'Okhotsk a les illes de Hokkaido -el Japó- i Sakhalín -Rússia-, les illes Kurils i el nord de la mar del Japó.

## Observacions
És inofensiu per als humans.